# Bailu, Guangxi
För andra betydelser, se Bailu (olika betydelser).
Bailu (kinesiska: 白露) är ett stadsdelsdistrikt i Kina. Bailu ligger i den autonom regionen Guangxi, i den södra delen av landet, 1 800 km söder om huvudstaden Peking.